# Hewlett Packard HP-9826
Hewlett Packard HP-9826 (HP-9826) је био професионални рачунар фирме Хјулит Пакард (Hewlett Packard) који је почео да се производи у Сједињеним Америчким Државама од 1981. године.
Користио је Motorola 68000 као микропроцесор. RAM меморија рачунара је имала капацитет од 128 KB до 2 MB. 
Као оперативни систем кориштен је HPL.

## Детаљни подаци
Детаљнији подаци о рачунару HP-9826 су дати у табели испод.
|                       |                                                        |
| [ 1 ]                 |                                                        |
| Произвођач            | Хјулит Пакард                                          |
| Тип                   | професионални рачунар                                  |
| Меморија              | 128 до 2 MB                                            |
| Поријекло             | Сједињене Америчке Државе                              |
| Година                | 1981                                                   |
| Тастатура             | стил писаће машине. 74 тастера + 24 функцијска тастера |
| Процесор              |                                                        |
| Фреквенција процесора | 8                                                      |
| RAM                   | 128 до 2 MB                                            |
| ROM                   | непознато                                              |
| Текст                 | непознато                                              |
| Графика               | црно-бијело                                            |
| Боја                  | једна боја                                             |
| Звук                  | мали звучник                                           |
| Димензије             | 30,5 (ширина) x 30,5 (дубина) x 6,5 (висина) / 4,5     |
| Портови               |                                                        |
| Оперативни систем     |                                                        |